# Breckenridge (Minnesota)
Breckenridge è una città degli Stati Uniti d'America, situata in Minnesota, nella Contea di Wilkin, della quale è anche il capoluogo.